# David VII. Gruzijski
David VII. Gruzijski, znan kao i David Ulu (1215. – 1270.), iz dinastije Bagrationi, bio je kralj Gruzije od 1247. do 1270. godine. U razdoblju od 1247. do 1259. godine vladao je zajedno sa svojim imenjakom i rođakom Davidom VI., koji je pobunivši se od mongolske hegemonije, vladao zapadnim dijelom kraljevstva, dok je David VII. vladao istočnim dijelom. Za vrijeme njegove vladavine, Gruzija je još više propadala pod mongolskim nadmoćnošću.
David je bio sin kralja Đure IV. i neplemkinje. U strahu da će pretendirati na prijestolje, njegova tetka, kraljica Rusudan, držala ga je zatvorenim na dvoru svoga zeta, sultana Kajhusrava II. gotovo sedam godina, a poslala je svog sina Davida na mongolski dvor kako bi dobio službenu potvrdu da je nasljednik. Nakon Kajhusravog poraza od Mongola, David VII., pušten je na slobodu 1242. godine. Godine 1246. gruzijski plemići izabrali su ga za kralja. On je bio uvjeren da je njegov rođak David VI. umro 1244. godine. Nakon krunidbe u katedrali Svetichoveli u Mcheti, tražio je službeno priznanje od Gujuk-kana, velikog kana Mongolskog Carstva. Ostavši u Karakorumu pet godina, tamo je upoznao svog rođaka Davida. Konačno, Gujuk-kan priznao je Davida, Đurinog sina, za starijeg zajedničkog suverena i imenovao drugog Davida (sina kraljice Rusudan) mlađim suvladarom. Nakon toga poznati kao David VII. Ulu (tj. "Stariji") i David VI. Narin (tj. "Mlađi"), rođaci su godinama zajednički vladali.
1256. godine, David Ulu sudjelovao je u mongolskom osvajanju Alamuta. 1259. godine David Narin neuspješno se usprotivio mongolskom jarmu i potom pobjegao u Kutaisi, odakle je vladao zapadnom Gruzijom (Imeretija) kao neovisni vladar. 1260. godine Hulagu-kan zatražio je da ga David Ulu podrži u ratu protiv Egipta. David je, sjećajući se gruzijskih gubitaka u Bagdadu (1258.), odbio poslušati i pobunio se. Ogromna vojska Mongola predvođena Argun-akom napala je južnu gruzijsku provinciju Samche, pobijedila kralja i njegovog generala Sargisa Jakelija iz Samchea, ali nije mogla zauzeti glavna uporišta pobunjenika i napustila je zemlju u lipnju 1261. godine. Ipak, snage su bile nejednake i David Ulu morao se skloniti svom rođaku, u dvor Davida VI. Narina u Kutaisiju. Njegovu su obitelj Mongoli zarobili, a Davidovu suprugu Gvantsu ubili. 1262. godine morao je sklopiti primirje s Mongolima i vratio se u Tbilisi, djelotvorno podijelivši zemlju na dva dijela, s obojicom vladara nazvanim kraljevima Gruzije.
1263. godine, na zahtjev Ilhana, vojska Davida Ulua poslana je braniti utvrde Sibe protiv Zlatne Horde. Dvije godine poslije, gruzijske snage koje su služile kao prethodnica Ilhanidske vojske, porazile su Berkea, kana Zlatne Horde, i protjerale njegovu trupe iz Širvana. Težak teret mongolske prevlasti doveo je do političke i ekonomske krize u kraljevstvu. Kao rezultat spora s kraljevskim dvorom, pokrajina Samche se odcijepila i izravno podvrgla vladavini Ilhanidsko Carstva 1266. godine. Dakle, Gruzija se dalje raspala formirajući tri zasebna politička entiteta.
David VII. Ulu umro je od infekcije crijeva u dobi od 55 godina u proljeće 1270. godine. Pokopan je u Mcheti. Naslijedio ga je sin Dmitar II.

## Brakovi i djeca
Oženio se četiri puta. Njegova prva supruga Jigda Khatun, ili Mongolka ili kći rumskog sultana, umrla je 1252. godine. U međuvremenu (1249./50.), bio je u bigamskoj vezi s Alankinjom Altun, koju je odbacio 1252. godine. Njegova treća supruga Gonc'a, udovica gruzijskog plemića Avaga Zakarijana i kći Kakhabera, eristavija (vojvode) od Rače i Takverija, pogubljena je po naredbi Hulagu kana 1262. godine. Godinu poslije, David se oženio Mongolkinjom Esukan.
Imao je dva sina i dvije kćeri:
- Đuro (1250. – 1268.) s Altun,  umro je prije očeve smrti 1268. godine
- Tamar (s Altun)
- Dmitar II. (s Gonc'om), koji ga je naslijedio na prijestolju 1270. godine.

## Vanjske poveznice
- Povijest Gruzije od 13. do 15. stoljeća (en.)